# Comuna Dîteatkî, Ivankiv
Dîteatkî (în ucraineană Дитятки) este o comună în raionul Ivankiv, regiunea Kiev, Ucraina, formată din satele Dîteatkî (reședința), Fruzînivka și Zorîn.

## Demografie
Componența lingvistică a comunei Dîteatkî
     Ucraineană (96,93%)
     Rusă (2,97%)
Conform recensământului din 2001, majoritatea populației comunei Dîteatkî era vorbitoare de ucraineană (96,93%), existând în minoritate și vorbitori de rusă (2,97%).